# Médaille E. B. Wilson

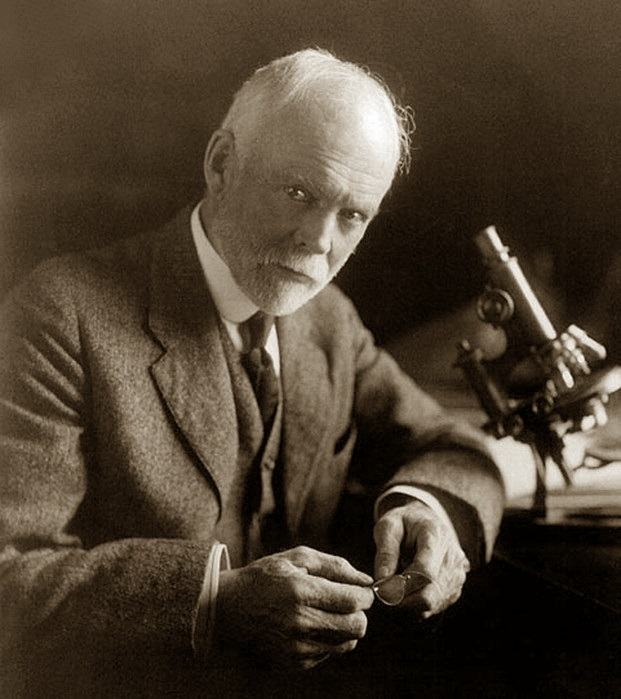
Edmund Beecher Wilson (1856—1939) - biologiste américain (ici en 1925) connu pour ses recherches en embryologie, cytologie et hérédité ; il fut président de l'Académie américaine des arts et des sciences, et de l'Académie des sciences de New York au début du XXè siècle.

La médaille E. B. Wilson (en anglais : E. B. Wilson Medal) est la plus haute distinction scientifique décernée par l'American Society for Cell Biology (en). Elle  porte le nom de Edmund Beecher Wilson. Elle est décernée depuis 1981.

## Lauréats
- 1981 – Daniel Mazia, George Emil Palade (prix Nobel de médecine 1974) et Keith R. Porter
- 1982 – Charles Leblond et Alex Novikoff
- 1983 – Joseph G. Gall et Hugh Esmor Huxley
- 1984 – Harry Eagle et Theodore Puck
- 1985 – Hewson H. Swift
- 1986 – Günter Blobel (prix Nobel de médecine 1999) et David D. Sabatini
- 1987 – Marilyn Farquhar
- 1988 – Elizabeth Hay
- 1989 – Christian de Duve (prix Nobel de médecine 1974)
- 1990 – Morris Carnovsky
- 1991 – Seymour Jonathan Chanteur
- 1992 – Shinya Inoué
- 1993 – Hans Ris
- 1994 – Barbara Gibbons et Ian R. Gibbons
- 1995 – Bruce Nicklas
- 1996 – Donald D. Brown
- 1997 – John C. Gerhart
- 1998 – James Darnell et Sheldon Penman
- 1999 – Edwin Taylor
- 2000 – Walter Neupert et Gottfried Schatz
- 2001 – Elizabeth Blackburn (prix Nobel de médecine 2009)
- 2002 – Avram Hershko (prix Nobel de chimie 2004) et Alexander Varshavsky
- 2003 – Marc Kirschner
- 2004 – Thomas D. Pollard
- 2005 – Joan A. Steitz
- 2006 – Joël Rosenbaum
- 2007 – Richard Hynes et Zena Werb
- 2008 – Martin Chalfie (prix Nobel de chimie 2008)
- 2009 – Peter Walter
- 2010 – Stuart Kornfeld, James Rothman (prix Nobel de médecine 2013) et Randy Schekman (prix Nobel de médecine 2013)
- 2011 – Gary G. Borisy, J. Richard McIntosh et James Spudich
- 2012 – Susan Lindquist
- 2013 – John R. Pringle
- 2014 – Peter Satir, Bill Brinkley et John Heuser
- 2015 – Elaine Fuchs
- 2016 – Mina Bissell
- 2017 – Franz-Ulrich Hartl et Arthur Horwich
- 2018 – Barbara J. Meyer (en)
- 2019 – Peter N. Devreotes (en)
- 2020 – Jennifer Lippincott-Schwartz (en)
- 2021 – Pietro De Camilli (en)
- 2022 – Don W. Cleveland (en)
- 2023 – Tom Misteli (en)[1]